# كوكر سبانيل الأمريكي
كوكر سبانيل الأمريكي هو سلالة من الكلاب الرياضية. إنه كلب من النوع السبنيلي يرتبط ارتباطًا وثيقًا بكوكر سبانيل الأمريكي، تباعدت السلالتان خلال القرن العشرين بسبب اختلاف معايير السلالات في الولايات المتحدة والمملكة المتحدة. في الولايات المتحدة، يُطلق على السلالة عادةً اسم كوكر سبانيل، بينما في أماكن أخرى من العالم، يُطلق عليها اسم كوكر سبانيل الأمريكي لتمييزها عن ابن عمها الإنجليزي الأكبر. يُعتقد أن كلمة كوكر تنبع من استخدامها لاصطياد طائر الحطب في إنجلترا، بينما يُعتقد أن السبنيلي مشتق من أصول السلالة في إسبانيا.
ظهر أول سبنيلي في أمريكا مع ماي فلاور في عام 1620، ولكن لم يتم تسجيل أول كوكر سبانيل في نادي بيت الكلب الأمريكي حتى عام 1878. تم إنشاء نادٍ وطني للسلالة بعد ثلاث سنوات، واعتبر الكلب أبًا للسلالة الحديثة. أوبو الثاني، ولدت في هذا الوقت. بحلول العشرينيات من القرن الماضي، أصبحت الأنواع الإنجليزية والأمريكية من كوكر مختلفة بشكل ملحوظ وفي عام 1946 تعرف نادي بيت الكلب الأمريكي على النوع الإنجليزي كسلالة منفصلة. لم يكن حتى عام 1970 عندما اعترف نادي بيت الكلب الأمريكي في المملكة المتحدة بكوكر سبانيل الأمريكي على أنه منفصل عن النوع الإنجليزي. كان كوكر سبانيل الأمريكي هو السلالة الأكثر شعبية في الولايات المتحدة خلال الأربعينيات والخمسينيات من القرن الماضي ومرة أخرى خلال الثمانينيات، حيث حكم لمدة 18 عامًا. لقد فازوا أيضًا بلقب أفضل عرض في عرض نادي وستمنستر بيت الكلب في أربع مناسبات، والأفضل في عنوان العرض في كروفتس في عام 2017، وتم ربطهم برئيس الولايات المتحدة في عدة مناسبات، مع المالكين بما في ذلك ريتشارد نيكسون وهاري ترومان. في عام 2013، احتل كوكر سبانيل المرتبة 29 في إحصائيات تسجيل نادي بيت الكلب الأمريكي للمقارنات التاريخية والاتجاهات البارزة.
السلالة هي أصغر الكلاب الرياضية المعترف بها من قبل نادي بيت الكلب الأمريكي، ورأسها ذو الشكل المميز يجعل التعرف عليها على الفور. بالإضافة إلى ذلك، هناك بعض الاختلافات الواضحة بينه وبين قريبه الإنجليزي. إنها سلالة سعيدة تتمتع بذكاء عمل متوسط، على الرغم من تربيتها وفقًا لمعايير العرض، لم تعد كلبًا عاملًا مثاليًا. يعاني أفراد السلالة من مجموعة متنوعة من الأمراض الصحية بما في ذلك مشاكل في القلب والعينين والأذنين.

## تاريخ

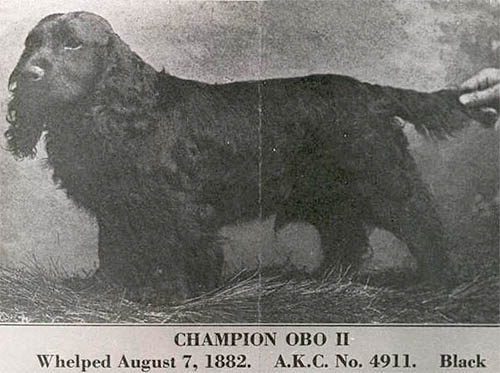
الفصل أوبو الثاني، الذي يُعتبر الأصل المؤسس لكوكر سبانيل الأمريكي.

يُعتقد أن كلمة سبانيل تعود إلى أواخر القرن الثاني عشر عندما تم استخدامها لتسمية نوع من الكلاب تم استيراده إلى إنجلترا من إسبانيا، حيث يشير الجزء الممتد من الكلمة إلى بلد المنشأ. تظهر السجلات من منتصف القرن الرابع عشر أن التكاثر الانتقائي كان موجودًا بالفعل، حيث تم فصل السلالة إلى نوعين متميزين، يطلق عليهما ذليل الماء والسبانيل. بحلول عام 1801، كانت المجموعة الأصغر من سبنيلي الأرض تسمى كوكر أو كوكر سبانيل، والتي سميت بهذا الاسم لاستخدامها في تنظيف الحطب.
وفقًا للسجلات التاريخية، تم إحضار أول سبانيل إلى أمريكا الشمالية على متن سفينة ماي فلاور التي أبحرت من بليموث بإنجلترا وهبطت في نيو إنجلاند في عام 1620. كان أول كلب من نوع كوكر سبانيل تم تسجيله في أمريكا هو كلب كبد وكلب أبيض اسمه الكابتن، والذي تم تسجيله في نادي بيت الكلب الأمريكي في عام 1878. في عام 1881، تم تشكيل نادي كوكر سبانيل الأمريكي، أصبح فيما بعد نادي سبانيل الأمريكي وهو معروف الآن باسم أقدم نادي سلالة للكلاب في الولايات المتحدة. كانت مهمة النادي في البداية هي إنشاء معيار لفصلكوكر سبانيل في أمريكا عن الأنواع الأخرى من سبانيل الأرض، وهي مهمة ستستغرق أكثر من 20 عامًا، ولم تكتمل إلا في عام 1905.
الكلب الذي يُعتبر والد الأمريكي كوكر سبانيل، أنجبه الكلب الذي يُعتبر والد الإنجليزي كوكر سبانيل. الكلبة أوبو ولدت في الفصل. كلوية الثانية، التي تم شحنها إلى أمريكا أثناء حملها. بمجرد وصولها إلى الولايات المتحدة، أنجبت كلبًا أصبح أوبو الثاني. اختلف بشكل كبير عن السلالة الحديثة، حيث يبلغ طوله 10 بوصات (25 سم) فقط وله جسم طويل، لكنه كان يعتبر كلبًا ممتازًا في تلك الحقبة وأصبح أبًا شعبيًا.
قرب نهاية القرن التاسع عشر، أصبحت السلالة شائعة في أمريكا وكندا بسبب استخدامها المزدوج كحيوان أليف عائلي وكلب عامل. في أوائل القرن العشرين، أنشأ المربون على جانبي المحيط الأطلسي معايير سلالة مختلفة لكوكر سبانيل وتباعدت السلالة تدريجياً عن بعضها البعض، وأصبح الاثنان مختلفين بشكل ملحوظ بحلول عشرينيات القرن الماضي. أصبح لدى كوكر سبانيل الأمريكي الآن كمامة أصغر، وكانت معاطفهم أكثر نعومة وكانت الكلاب بشكل عام أخف وأصغر. كانت الاختلافات واضحة لدرجة أنه في عام 1935، أسس المربون نادي كوكر سبانيل الأمريكي وقيدوا التكاثر بين نوعي السبنيل. تم عرض نوعي كوكر سبانيل في أمريكا معًا كسلالة واحدة، مع النوع الإنجليزي كمجموعة متنوعة من السلالة الرئيسية، حتى عام 1946 عندما اعترف نادي بيت الكلب الأمريكي بكوكر سبانيل الأمريكي كسلالة منفصلة.

### العودة إلى المملكة المتحدة

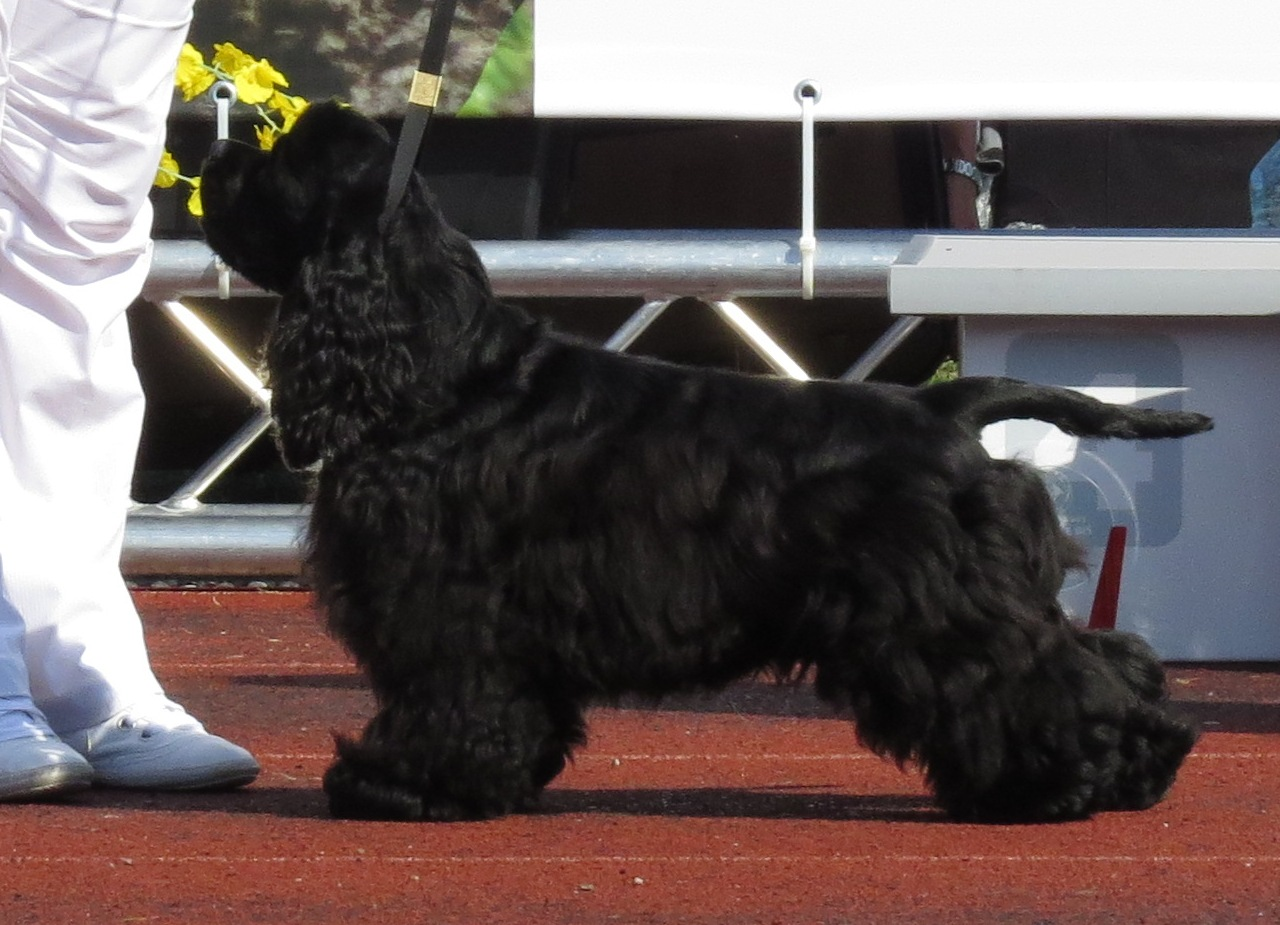
أمريكي أسود كوكر سبانيل في عرض قص.

في البداية في المملكة المتحدة كان هناك عدد قليل من الأمريكيين الذين رافقوا أفراد الخدمة إلى القواعد الأمريكية في الخمسينيات والستينيات. بالإضافة إلى ذلك، جاء العديد مع موظفي السفارة ورجال الأعمال العائدين إلى ديارهم.
كان أول نادي بيت الكلب الأمريكي المسجل في المملكة المتحدة هوأرامينغو أرغونوت، المولود في 17 يناير 1956 وتربيته هربرت شتاينبرغ. أكد قاضيان أن الكلب كان كوكر أمريكي وليس كوكر إنجليزي قبل أن يسمح نادي بيت الكلب بإظهار الكلب. في الستينيات من القرن الماضي، تم عرضها على أنها سلالة نادرة، مما يعني أنه لم يكن لديهم فئة عرض خاصة بهم ولا يمكن عرضها إلا في فئات متنوعة. وشمل ذلك أرامينغو أرغونوت، الذي كان أول أمريكي من نوع كوكر سبانيل يتم عرضه في كروفت في عام 1960 في فصل بعنوان «أي مجموعة غير مصنفة في هذا العرض». في عام 1968، وافق نادي بيت الكلب على أن يكون السلالة المعروضة في فئة «أي نوع من أنواع الجندوغ بخلاف كوكر» وذكر أن كوكر الأمريكي لم يكن مجموعة متنوعة من «السبنيلي (كوكر)». كان هناك حوالي 100 تسجيل بين عامي 1966 و1968.
في عام 1970، تم منح السلالة سجلاً منفصلاً في ملحق سلالة نادي بيت الكلب، حيث تم تضمينه سابقًا في «أي نوع آخر». زادت أرقام التسجيل إلى 309 بحلول عام 1970 بعد هذا الاعتراف الكامل.

### الكوكرز الأمريكية البارزة والشعبية

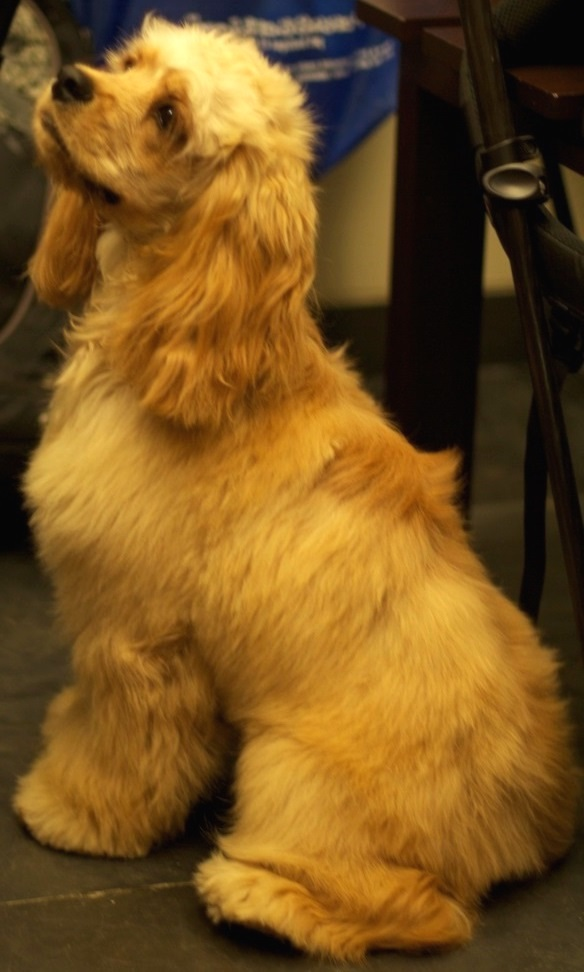
كوكر سبانيل الأمريكي مع معطف ذهبي.

فازكوكر سبانيل الأمريكي بأفضل عرض في عرض وستمنستر للكلاب في أربع مناسبات، مع أول فوز في عام 1921 من قبل Ch. مدقق مغر. فاز بلدي بروسي الخاصة باللقب مرتين في عامي 1940 و1941، وأصبح يُعرف باسم الكلب الأكثر تصويرًا في العالم.
تزامن فوز بروسي في عام 1940 مع أصبح كوكر سبانيل الأمريكي أكثر سلالات الكلاب شعبية في الولايات المتحدة، وظلوا الأكثر شعبية حتى عام 1952. فاز السلالة باللقب للمرة الرابعة في عام 1954 بفوزه بالفوز على الفصل. صعود وتألق كارمور. زادت شعبية الكوكر الأمريكي مرة أخرى في الثمانينيات حيث أصبحت السلالة الأكثر شعبية مرة أخرى من عام 1984 حتى عام 1990. في السنوات الأخيرة، انخفضت شعبية السلالة، حيث احتلت المرتبة 15 من قبل نادي نادي بيت الكلب الأمريكي في عام 2005. جاء آخر انتصار للسلالات في عام 2017 عندما فازت بلقب أفضل عرض في كروفت.
كان لدى كوكر سبانيل الأمريكي عدة صلات برئاسة الولايات المتحدة. في عام 1952، أصبح الأمريكي كوكر سبانيل اسمًا مألوفًا عندما ألقى السناتور الأمريكي ريتشارد نيكسون خطابه على لعبة الداما في 23 سبتمبر. كان ذليل كوكر أمريكي ذو لون جزئي يدعى دوت واحدًا من عدة كلاب يملكها رذرفورد هايز. وتسبب كلب برتقالي اللون يُدعى فيلر في فضيحة هاري ترومان عندما تم استقبال الكلب كهدية غير مرغوب فيها مع تسليمه إلى طبيب من البيت الأبيض. في الآونة الأخيرة، عاش كوكر يدعى زيكي مع بيل كلينتون عندما كان حاكم ولاية أركنساس.

## مظهر خارجي

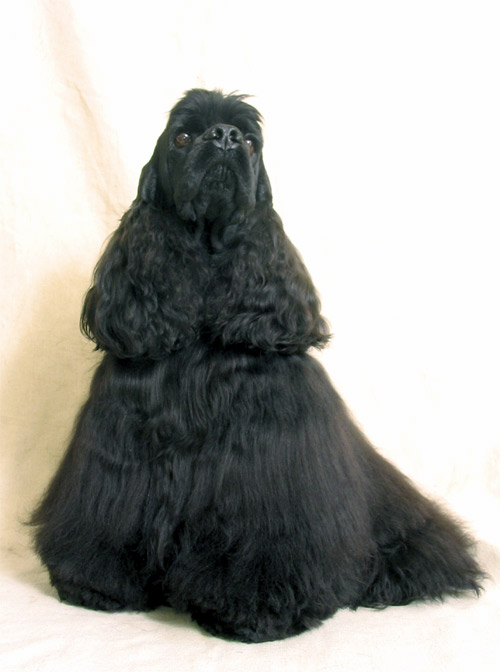
كوكر سبانيل الأمريكي الأسود.

كوكر سبانيل الأمريكي هو أصغر كلب يعترف به نادي بيت الكلب الأمريكي باعتباره كلبًا رياضيًا، حيث يتراوح ارتفاعه بين 13.5 و15.5 بوصة (34 و 39 سم) عند السبنيلي. هو كلب ذو أبعاد طبيعية، مع فراء حريري متوسط الطول على الجسم والأذنين، يتدلى على الساقين والبطن (يعرف بالريش). الرأس مقلوب الأنف والأذنان تتدلى. ينص معيار السلالة على أن الحجم الذي يزيد عن 15.5 بوصة (39 سم) بوصة للذكور و14.5 بوصة (37 سم) للإناث هو عدم الأهلية في عروض التشكل. يزن كوكر سبانيل الأمريكي حوالي 24 إلى 30 رطلاً (11 إلى 14 كجم) في المتوسط، وعادة ما تزن الإناث من السلالة أقل قليلاً من الذكور.
يجعل رأس كوكر سبانيل الأمريكي السلالة معروفة على الفور، مع قبة مستديرة للجمجمة، ووقف واضح، وشفة مربعة الشكل. آذان القطرة طويلة، منخفضة، مع فرو طويل حريري، وعيون داكنة وكبيرة ومستديرة. . يمكن أن يكون الأنف أسودًا أو بنيًا حسب لون السلالة.
يأتي معطف السلالة في مجموعة متنوعة من الألوان مع تقسيم الألوان إلى ثلاث مجموعات رئيسية: أسود / أسود وأحمر، أي لون خالص غير الأسود، ولون جزئي. الصنف الأسود إما أسود بالكامل، أو بنقاط تان على رأس الكلب وقدميه وذيله في نمط يسمى الأسود والأحمر. تشمل المجموعة المعروفة باسم (ASCOB) جميع الألوان الصلبة الأخرى من الكريم الفاتح إلى الأحمر الداكن، على الرغم من السماح ببعض الألوان الفاتحة على الريش وفقًا للمعايير. الكلاب ذات اللون الجزئي بيضاء اللون مع بقع من لون آخر مثل الأسود أو البني، وتشمل أي كلاب ملونة. بالإضافة إلى ذلك، يمكن أن تأتي معاطف كوكر سبانيل الأمريكي في نمط يعرف باسم ميرل، والذي لا يتعرف عليه نادي بيت الكلب الأمريكي.

يتمتع الكوكر الأمريكي بعيون مستديرة، وجمجمة مقببة، وكمامة أقصر، وحواجب أكثر وضوحًا من كوكرز الإنجليزية، التي يكون رأسها أكثر شبهاً. في الألوان، تعد ألوان الروان أكثر ندرة في الصنف الأمريكي منها في اللغة الإنجليزية، لكن ظل اللون البرتقالي الشائع في أمريكا لا يظهر في السلالة الإنجليزية على الإطلاق، على الرغم من وجود الكوكرز الإنجليزية التي تعتبر ظلًا من الأحمر. السلالة الإنجليزية أيضًا أكبر قليلاً، حيث يتراوح ارتفاعها بين 14.5-15.5 بوصة (37-39 سم).

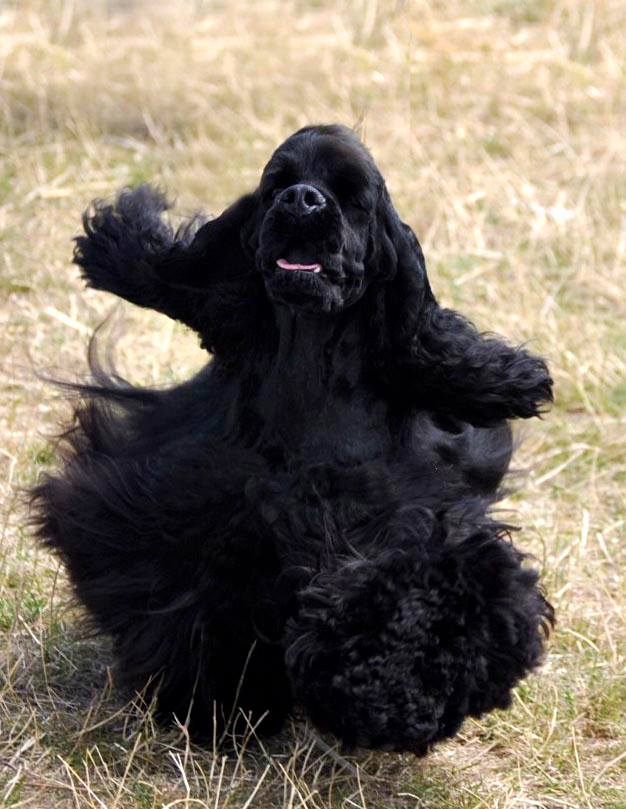
أنثى سوداء.
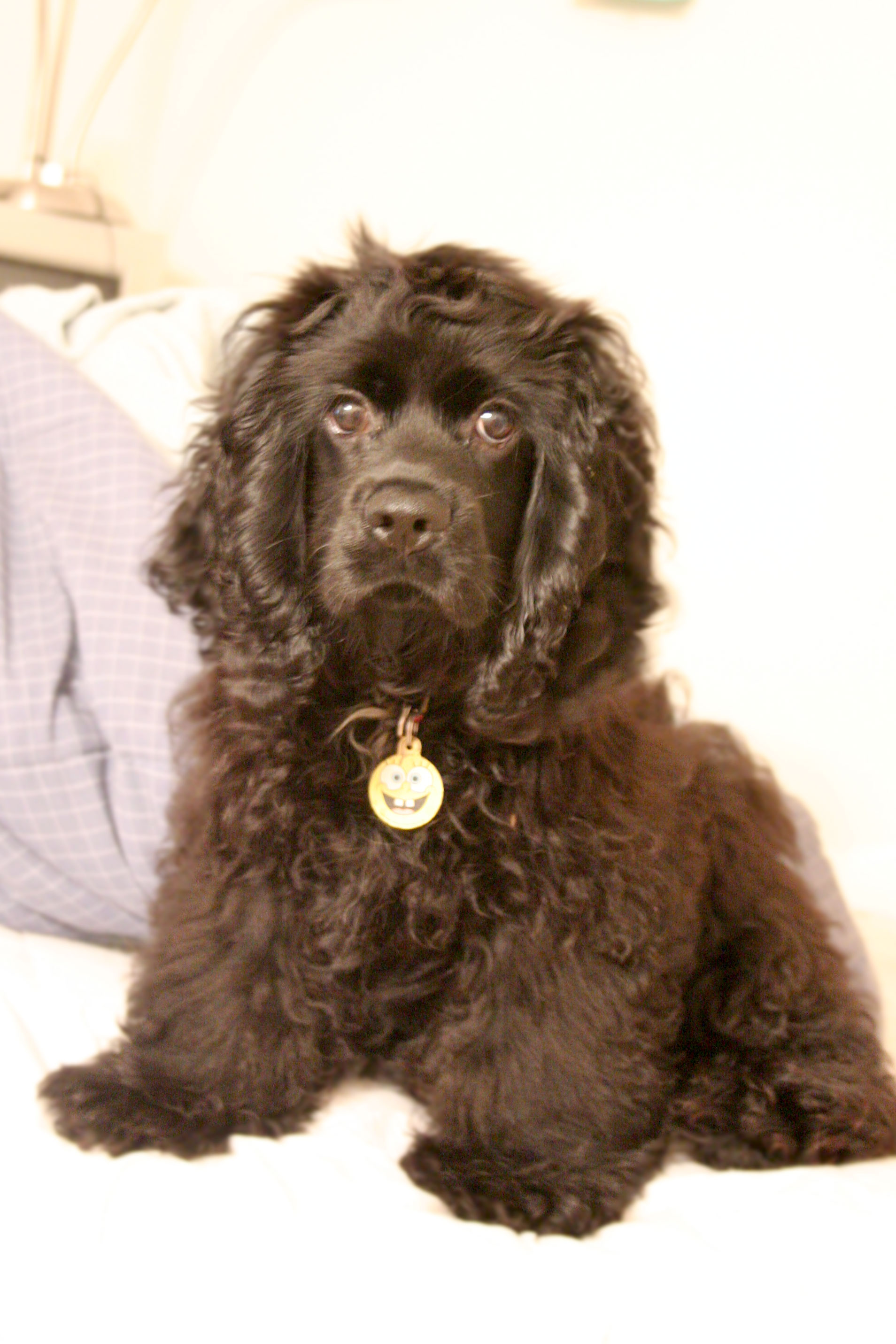
جرو كوكر سبانيل الأمريكي مع معطف بني.
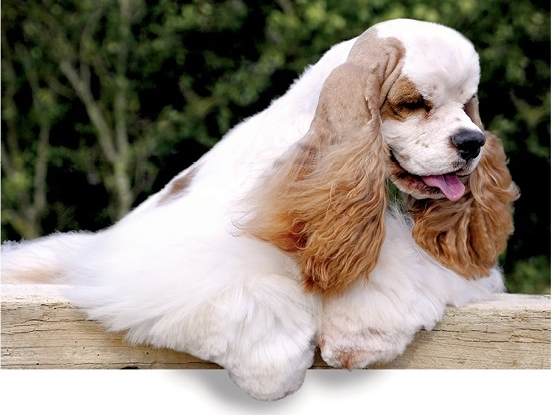
كلب معين.
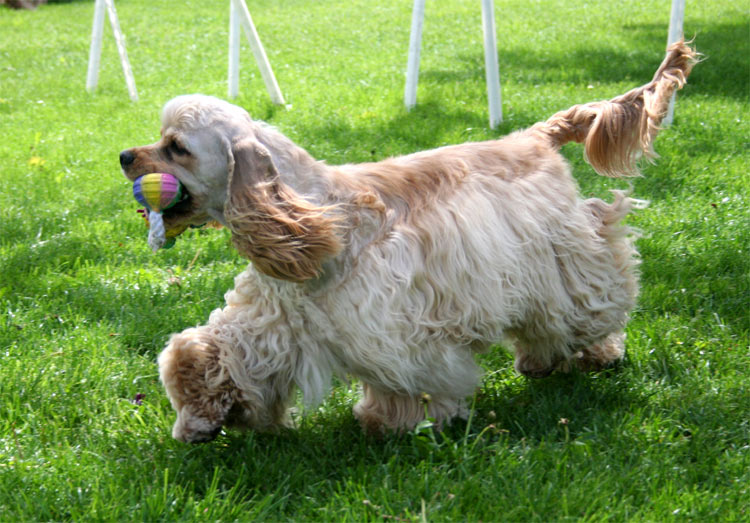
كوكر سبانيل الأمريكي برتقالي اللون.
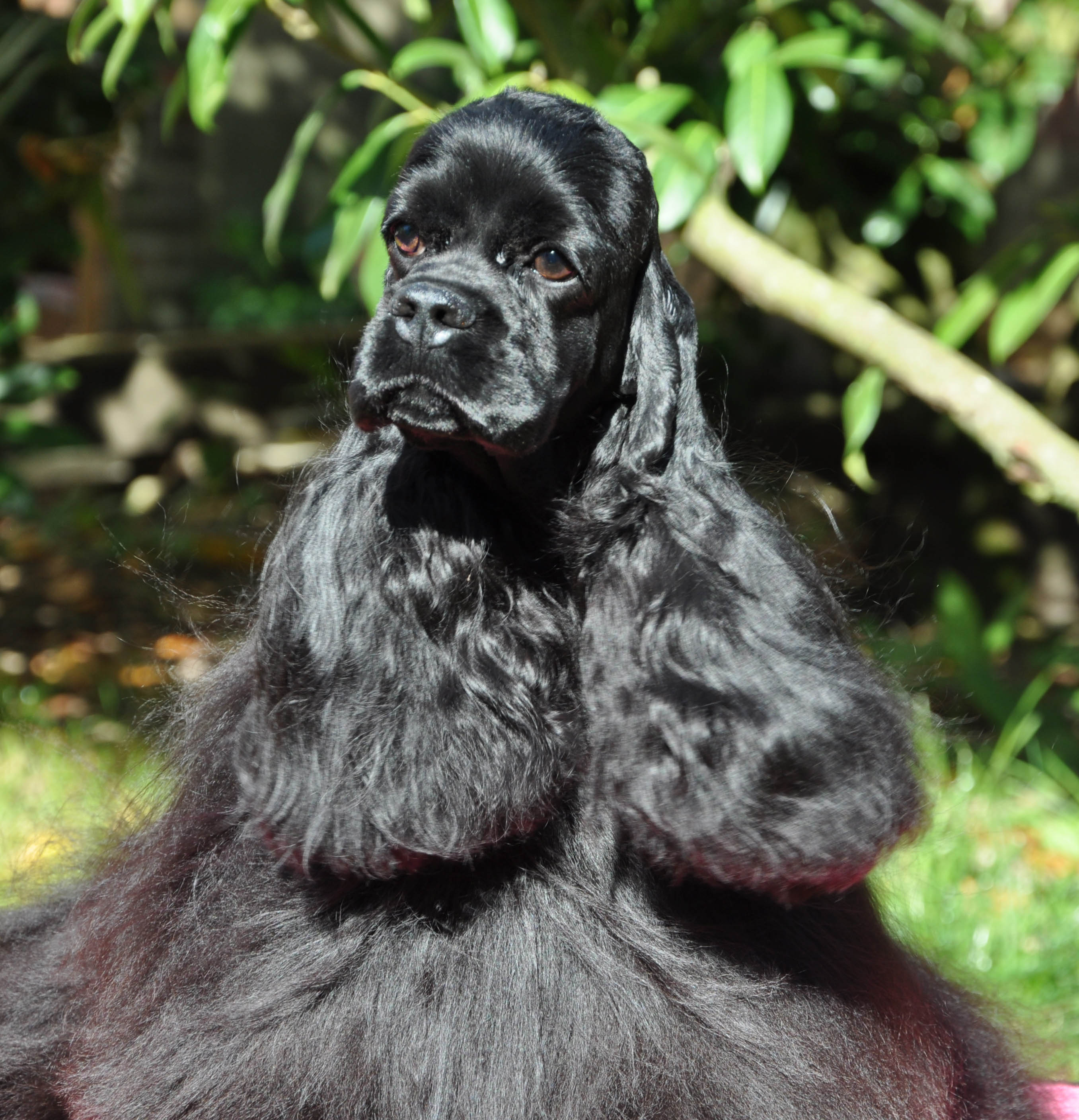
رأس أنثى سوداء.

## طبع

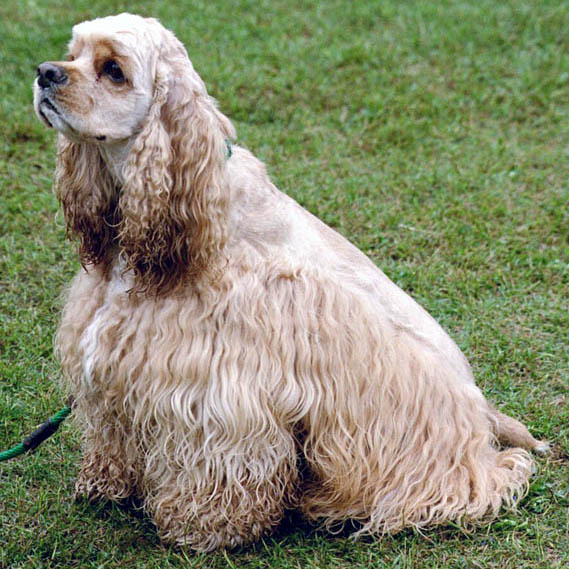
كوكر سبانيل الأمريكي

يُعرف معيار سلالة كوكر سبانيل الأمريكي، المعروف باسم «مرح كوكر»، الكلب المثالي للسلالة بأنه «متساو في المزاج مع عدم وجود ما يشير إلى الخجل.» السلالة تحتل المرتبة 20 في ذكاء الكلاب لستانلي كورين، وهو تصنيف يشير إلى «ذكاء العمل أو الطاعة»، أو قابلية التدريب. أظهرت اختبارات الذكاء التي أجريت على مجموعة متنوعة من السلالات في الخمسينيات والستينيات من القرن الماضي أن الكوكر الأمريكي كان أفضل أداء عندما تم اختباره على قدرته على إظهار ضبط النفس وتأخير الاستجابة لمحفز، وهي سمة تم وضعها في قدرة السلالة المرباة عندما البحث عن التجميد عند العثور على طائر قبل طرده عند الأمر. ومع ذلك، فقد أثبتوا أنهم أسوأ سلالة تم اختبارها عندما يتعلق الأمر بالتلاعب بالأشياء بمخالبهم، على سبيل المثال الكشف عن طبق من الطعام أو سحب خيط.
مع مستوى جيد من التنشئة الاجتماعية في سن مبكرة، يمكن للكوكر لأمريكي التعايش مع الناس والأطفال والكلاب الأخرى والحيوانات الأليفة الأخرى. يبدو أن هذا الصنف لديه ذيل يهز دائمًا ويفضل أن يكون حول الناس، لا يناسب الفناء الخلفي وحده بشكل أفضل. يمكن الضغط بسهولة على صانعي المشروبات بالضوضاء الصاخبة والمعاملة القاسية أو المناولة.
تم استخدام أعضاء السلالة في الأصل كلاب صيد، ولكن زادت شعبيتها كلاب استعراض. تم تربيته أكثر فأكثر وفقًا لمعيار السلالة، مما أدى إلى سمات معينة، مثل معطف طويل، لم يعد يجعله كلبًا عاملًا مثاليًا.

## الصحة

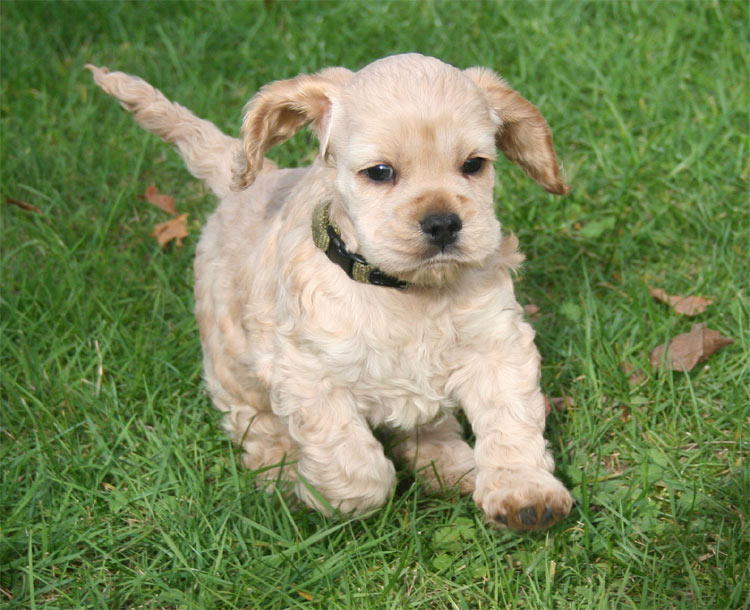
جرو كوكر سبانيل أمريكي.

كان متوسط عمر كوكر سبانيل الأمريكي في المملكة المتحدة والولايات المتحدة الأمريكية / كندا متوسط عمر يتراوح بين 10 إلى 11 عامًا، وهو في الطرف الأدنى من النطاق النموذجي للكلاب الأصيلة، وأقل من سنة إلى سنتين من السلالات الأخرى من حجمها. عادةً ما يعيش كوكر سبانيل الإنجليزي الأكبر حجمًا لمدة عام تقريبًا أكثر من كوكر سبانيل الأمريكي. في استطلاع أجراه نادي بيت الكلب في المملكة المتحدة عام 2004، كانت الأسباب الأكثر شيوعًا للوفاة هي السرطان (23%)، والشيخوخة (20%)، والقلب (8%)، والجهاز المناعي (8%). في مسح صحي أجري في الولايات المتحدة وكندا عام 2003 بحجم عينة أصغر، كانت الأسباب الرئيسية للوفاة هي السرطان وأمراض الكبد والجهاز المناعي.
أدت شعبية صانعي المشروبات الأمريكية سابقًا إلى أن السلالة يتم تربيتها بشكل متكرر بواسطة مربي الفناء الخلفي أو في مصانع الجراء. أدى هذا التكاثر العشوائي إلى زيادة انتشار المشكلات الصحية المتعلقة بالسلالة في بعض سلالات الدم.

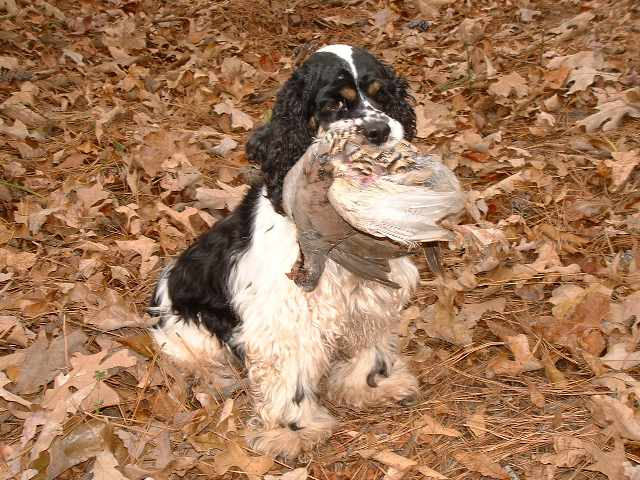
يُستخدم كروكر سبانيل الأمريكي ككلب صيد.

كوكر سبانيل الأمريكي عرضة لمجموعة متنوعة من الأمراض، وخاصة الالتهابات التي تصيب آذانهم، وفي بعض الحالات، عيونهم. على الرغم من أن عدد الكلاب المصابة أو النسبة المئوية لها غير معروف، فقد تم تحديد ضمور الشبكية التدريجي، والزرق، وإعتام عدسة العين في بعض أفراد السلالة. يوصي نادي السبنيلي الأمريكي بإجراء فحوصات العين السنوية من قبل طبيب عيون بيطري لجميع الكلاب التي سيتم استخدامها في التكاثر. تم تحديد مشاكل المناعة الذاتية في كوكرز وأيضًا في عدد غير معروف أو في المائة من السلالة، بما في ذلك فقر الدم الانحلالي المناعي الذاتي. التهابات الأذن شائعة في سلالات الكلاب ذات الأذنين المتساقطة، بما في ذلك الكوكر الأمريكي، وقد تم التعرف على الرضفة المنعزلة وخلل التنسج الوركي في بعض أفراد السلالة.
تم التعرف على أمراض القلب مثل تمدد عضلة القلب، حيث يصبح القلب ضعيفًا ومتضخمًا، ومتلازمة الجيوب الأنفية المريضة، وهي نوع من ضربات القلب غير الطبيعية التي تسبب انخفاض ضغط الدم، في السلالة. نقص الفوسفوفركتوكيناز هو حالة ناتجة عن جين متنحي في السلالة والذي يمنع استقلاب الجلوكوز إلى طاقة، مما يتسبب في انخفاض طاقة الكلب وعدم قدرته على ممارسة الرياضة. يظهر الجين الذي يسبب هذا في حوالي 10 في المائة من السكان، لكن اختبار الحمض النووي يمكن أن يمنع اثنين من الكلاب الحاملة من التكاثر وبالتالي تكوين كلاب بهذه الحالة.
كما أن الأمريكيين منزعجين معرضون أيضًا لصرع الكلاب والحالة ذات الصلة المعروفة باسم متلازمة الغضب. هذا الأخير هو شكل من أشكال الصرع الذي يمكن أن يتسبب في قيام الكلب الهادئ عادة بهجمات عنيفة مفاجئة وغير مبررة. يظهر البحث الأصلي أن كلا الشرطين يبدو أنهما قابلان للوراثة.

## في الثقافة الشعبية
- يعرض فيلم السيدة والصعلوك شخصية سيدة وهي كوكر سبانيل أمريكي.
- تريلبي من المسلسل التلفزيوني الأسترالي الأمريكي راجز هو كوكر سبانيل أمريكي.[37]

### محدد
1. 1 2  وصلة مرجع: http://www.fci.be/nomenclature/Standards/167g08-de.pdf.
2. 1 2  وصلة مرجع: https://animalfriends24.de/hunde/wie-lange-leben-amerikanische-cocker-spaniels/.
3. ↑  مُعرِّف الغرض الرَّقميُّ (DOI): 10.1016/J.THERIOGENOLOGY.2010.10.034.
4. ↑  كوكر سبانيل الأمريكي: p. 132
5. ↑  Smith، A.C. (1932). Gun Dogs - Their Training, Working and Management. Scribner's. ص. 89. ISBN:978-1-4437-1920-9. مؤرشف من الأصل في 2020-12-12.
6. ↑  Case، Linda P. (2005). The Dog: Its Behavior, Nutrition, and Health. Wiley-Blackwell. ص. 32. ISBN:978-0-8138-1254-0. مؤرشف من الأصل في 2020-12-12.
7. 1 2 3 4  كوكر سبانيل الأمريكي: p. 7
8. ↑  Bradford، William (1988). Morison, Samuel Eliot (المحرر). Of Plymouth Plantation, 1620-1647. Random House USA Inc. ص. 79. ISBN:978-0-394-43895-5. مؤرشف من الأصل في 2020-12-12.
9. 1 2 3 4 5  كوكر سبانيل الأمريكي: p. 21
10. 1 2  كوكر سبانيل الأمريكي: p. 8
11. 1 2  كوكر سبانيل الأمريكي: p. 22
12. 1 2 3  Quelch، John (1988). The Early Days of the American Cocker Spaniel in the United Kingdom. American Cocker Spaniel Club of Great Britain.
13. ↑  "Crufts Dog Show 1960 Catalogue: Non-Sporting and Gundogs" (PDF). The Kennel Club. مؤرشف من الأصل (PDF) في 25 مارس 2012. اطلع عليه بتاريخ 1 يناير 2011.
14. 1 2  "Best in Show Winners". Westminster Kennel Club. مؤرشف من الأصل في 2007-12-25. اطلع عليه بتاريخ 2010-11-19.
15. ↑  "Famous Dog is Dead". The Montreal Gazette. 10 يونيو 1943. مؤرشف من الأصل في 2020-12-12. اطلع عليه بتاريخ 2010-11-19.
16. 1 2  كوكر سبانيل الأمريكي: p. 10
17. 1 2  كوكر سبانيل الأمريكي: p. 11
18. 1 2 3 4 5  كوكر سبانيل الأمريكي: p. 12
19. ↑  Cunliffe، Judith (2002). The Encyclopedia of Dog Breeds. Parragon. ص. 200. ISBN:0-7525-8018-3.
20. 1 2 3  كوكر سبانيل الأمريكي: p. 14
21. ↑  "AKC Meet the Breeds: Cocker Spaniel". American Kennel Club. مؤرشف من الأصل في 2010-11-19. اطلع عليه بتاريخ 2010-11-15.
22. ↑  كوكر سبانيل الأمريكي: p. 15
23. ↑  كوكر سبانيل الأمريكي: p. 31
24. 1 2  Sucher، Jamie (2009). Cocker Spaniels. Barron's Educational Series Inc. ص. 11. ISBN:978-0-7641-4101-0. مؤرشف من الأصل في 2020-12-12.
25. ↑  Gormish، Denise. "Whats the Difference?". English Cocker Spaniel Club of America. مؤرشف من الأصل في 2010-11-21. اطلع عليه بتاريخ 2010-11-20.
26. ↑  "AKC Meet the Breeds: Cocker Spaniel". American Kennel Club. مؤرشف من الأصل في 2010-11-19. اطلع عليه بتاريخ 2010-11-20.
27. ↑  كوكر سبانيل الأمريكي: p. 192
28. ↑  كوكر سبانيل الأمريكي: p. 13
29. 1 2  Cassidy، Dr. Kelly M. "Breed Longevity Data". مؤرشف من الأصل في 2010-11-13. اطلع عليه بتاريخ 2010-11-19.
30. ↑  Cassidy، Dr. Kelly M. "Breed Weight and Lifespan". مؤرشف من الأصل في 2020-02-17. اطلع عليه بتاريخ 2010-11-19.
31. ↑  "Report from the Kennel Club/British Small Animal Veterinary Association Scientific Committee" (PDF). The Kennel Club. مؤرشف من الأصل (PDF) في 2012-06-09. اطلع عليه بتاريخ 2010-11-19.
32. ↑  "Cocker Spaniel - Comprehensive Breed Health Survey First Summary Report" (PDF). The American Spaniel Club. مؤرشف من الأصل في 2012-03-06. اطلع عليه بتاريخ 2010-11-19.
33. ↑  كوكر سبانيل الأمريكي: p. 20
34. 1 2  كوكر سبانيل الأمريكي: p. 23
35. ↑  Dodman؛ Miczek، K. A.؛ Knowles، K.؛ Thalhammer، J. G.؛ Shuster، L. (1992). "Phenobarbital-responsive episodic dyscontrol (rage) in dogs". Journal of the American Veterinary Medical Association. ج. 201 ع. 10: 1580–1583. PMID:1289339.
36. ↑  Derr، Mark (2004). Dog's best friend: annals of the dog-human relationship. University Of Chicago Press. ص. 138. ISBN:0-226-14280-9.
37. ↑  Kroll, Justin (5 Oct 2018). "Janelle Monae Joins 'Lady and the Tramp' Live-Action Movie". Variety (بالإنجليزية). Archived from the original on 2020-11-09. Retrieved 2019-01-30.

### عام
- Coile، D. Caroline (2006). The Cocker Spaniel Handbook. Barron's Educational Series Inc. ISBN:978-0-7641-3459-3. مؤرشف من الأصل في 2020-12-12.
- Coren، Stanley (2006). The Intelligence of Dogs. Pocket Books. ISBN:1-4165-0287-4.
- Palika، Liz (2009). Cocker Spaniel: Your Happy Healthy Pet. John Wiley & Sons. ISBN:978-0-470-39060-3. مؤرشف من الأصل في 2020-12-12.
- Walker، Joan Hustace (2010). Barron's Dog Bibles: Cocker Spaniel. Barron's Educational Series Inc. ISBN:978-0-7641-9709-3. مؤرشف من الأصل في 2020-12-12.

## روابط خارجية
- سبانيل الأمريكي كوكر سبانيل الأمريكي على مشروع الدليل المفتوح
- المنغمس السبنيلي الأمريكي فرنسا